# Per favore, ammazzatemi mia moglie
Per favore, ammazzatemi mia moglie (Ruthless People) è un film del 1986 diretto dal trio Zucker-Abrahams-Zucker.

## Trama
Sam Stone è diventato un ricco industriale grazie alla moglie Barbara, che lui odia e che ha sposato solo per soldi; infatti, Sam vorrebbe ucciderla per godersi il consistente patrimonio di lei e vivere con la bella amante Carol. Un giorno, l'uomo torna a casa con intenti omicidi scopre che la moglie è stata rapita. 
La cosa non preoccupa affatto Sam che, anzi, decide di non sottostare alle richieste dei criminali e fa di tutto per irritarli, chiamando stampa e polizia.
I rapitori sono in realtà Ken e Sandy Kessler, un venditore di stereo e la moglie aspirante stilista, che in passato sono stati truffati da Sam.
Anche Barbara non sembra preoccupata del suo rapimento; è sicura che Sam pagherà il riscatto, ed anzi cerca continuamente di mettere ko i suoi rapitori. 
San, tuttavia, non si presenta mai agli incontri per consegnare il denaro, facendo così capire il suo gioco ai due rapitori, che si dimostrano però incapaci di uccidere la donna.
Carol, a conoscenza delle intenzioni omicide di San e delle sue intenzioni di scaricare il corpo in mare, intende segretamente ricattarlo con l'aiuto del fidanzato Earl. La donna gli chiede appostarsi sulle colline e riprendere la morte della donna; tuttavia, nel luogo indicato non si presenta Sam (dato che l'omicidio è saltato), bensì il commissario di polizia Henry Benton con una procace prostituta. Scambiandolo per un delitto, a causa delle urla della donna, Earl filma il loro incontro di sesso estremo.
Carol manda una copia anonima del nastro a Sam che, vedendo l'atto sessuale, pensa sia un qualche tipo di regalo di compleanno erotico dell'amante, e una copia al commissario che, interpretandolo come un tentativo di ricatto nei propri confronti (in virtù soprattutto poi d'una susseguente chiamata anonima di Carol per intimarlo a incriminare Sam), arresta il primo per l'omicidio della moglie.
Nella ricerca di prove, Benton ordina una perquisizione nella casa di Sam ma viene trovata una bottiglia di cloroformio che Sam intendeva usare per sedare la moglie e foto di Sam con Carol. Con ciò la polizia arresta Sam mentre nessuna prova porta alle tracce dei coniugi Kessler. Sam si dichiara innocente convincendo la polizia che sua moglie sia stata effettivamente rapita.
Nello scantinato in cui è tenuta prigioniera, Barbara allevia la noia seguendo esercizi di aerobica in televisione arrivando a perdere molti chili e inizia a legarsi ai rapinatori pianificando di mettersi in affari con la moda.
Quando Barbara scopre sul giornale che Sam ha l'amante, la donna capisce il gioco del marito e resta dai Kessler. Nel frattempo arriva un serial killer, noto come l'Assassino della camera da letto, con l'intento di uccidere Ken e Barbara poiché gli ricordavano i suoi odiati genitori, ma il killer cade dalle scale e muore.
Nel tentativo di dimostrare che sua moglie è viva, Sam si offre di pagare il riscatto: i Kessler, che decidono di attuare una vendetta contro Sam, chiedono un aumento di riscatto che equivale all'intero patrimonio netto di Sam; l'uomo non può rifiutare, ritira il denaro ma prega la polizia di controllare il sito di consegna. Carol, non capendo quest'ultima evoluzione della vicenda, vuol sincerarsi del contenuto della videocassetta in una videoteca ma, inconsapevolmente, l'avvia su ogni teleschermo del negozio, proprio mentre il commissario vi si trova assieme alla moglie, ritrovandosi così in una situazione davvero spiacevole.
Prelevato tutto il denaro, Sam lo mette in una valigetta e si presenta all'appuntamento con Ken, ma in quel momento arrivano i poliziotti; Sam consegna la valigetta a Ken ma arriva Earl che, armato di pistola, cerca di rapinare Sam, il quale cerca di recuperare i soldi mentre Earl, nella confusione, viene arrestato dalla polizia che lo scambia per uno dei rapitori. Ken sale in macchina con la valigetta e, inseguito dalla polizia, finisce in mare. Nella macchina, però, la polizia trova solo il cadavere dell'assassino della camera da letto.
Barbara va dalla polizia difendendo il marito e i Kessler, sostenendo che l'assassino della camera da letto era stato il suo rapitore e di essere riuscita a fuggire da sé mettendo fine al caso. Fatto ciò, rompe col marito e decide di mettersi in affari con i Kessler.

## Distribuzione
Per favore, ammazzatemi mia moglie è stato rimasterizzato in digitale su supporti DVD nel 2003; la copia presenta sottotitoli in turco, spagnolo, francese e inglese.